# Krusza Podlotowa
Krusza Podlotowa d. Krusza Podlodowa (niem. Klein-Kruscha) – wieś w Polsce położona w województwie kujawsko-pomorskim, w powiecie inowrocławskim, w gminie Inowrocław.

## Podział administracyjny
W okresie międzywojennym obszar dworski Krusza Podlotowa należał do powiatu mogilnickiego. W latach 1975–1998 miejscowość administracyjnie należała do województwa bydgoskiego.

## Demografia
Według Narodowego Spisu Powszechnego (III 2011 r.) wieś liczyła 155 mieszkańców. Jest 27. co do wielkości miejscowością gminy Inowrocław.

## Historia
W końcowym stadium rozwoju kultury łużyckiej ludność wzniosła tu grób kurhanowy. We wczesnym i środkowym okresie lateńskim (lata: 480-150 p.n.e.) mieszkańcy chowali spalone szczątki swych zmarłych w grobach otoczonych kręgami kamiennymi, unikatowymi w skali Polski.
W okresie średniowiecza, w połowie XIII w., istniał tutaj niewielki punkt osadniczy.

## Znane osoby
W 1883 roku w Kruszy Podlotowej urodził się Edward Grabski (zm. 1951), organizator i pierwszy dowódca 17 Pułku Ułanów Wielkopolskich.